# Pseudoscabiosa diandra
Pseudoscabiosa diandra är en tvåhjärtbladig växtart som först beskrevs av Mariano Lagasca y Segura, och fick sitt nu gällande namn av W. Greuter och Burdet. Pseudoscabiosa diandra ingår i släktet Pseudoscabiosa och familjen Dipsacaceae. Inga underarter finns listade i Catalogue of Life.